# John Mathew Nickolaus, Jr.
John Mathew Nickolaus, Jr. (18. maj 1913 – 10. februar 1985) var en amerikansk filmfotograf.
Nickolaus begyndte sin karriere som kameramand for MGM sidst i 1940'erne. Fra 1950'erne var han instruktør ved både film og fjernsyn. Han arbejdede med populære tv-serier som Perry Mason, Rawhide og Gunsmoke. Sammen med Conrad Hall hjalp han med at lave The Outer Limits-serien (1963 – 1965)
Han arbejdede med fjernsyn, indtil kort før han døde i Malibu i Californien i 1985.